# Sloekepier
Een sloekepier (soms ook slokkepier) is een fabeldier, boeman of plaaggeest die soms opduikt in Oost-Vlaamse volksverhalen. De sloekepier, zwart van kleur, zit doorgaans verstopt in een kelder, in een kolenhok of in een waterput. De term is een pedagogisch verzinsel om kinderen bang te maken en hen tegelijkertijd te beschermen. Wie in de waterput durfde te kijken zou bijvoorbeeld gegrepen worden door de sloekepier of wie niet braaf was zou als straf 'bij de sloekepier gestoken worden'.